# Roland Koller

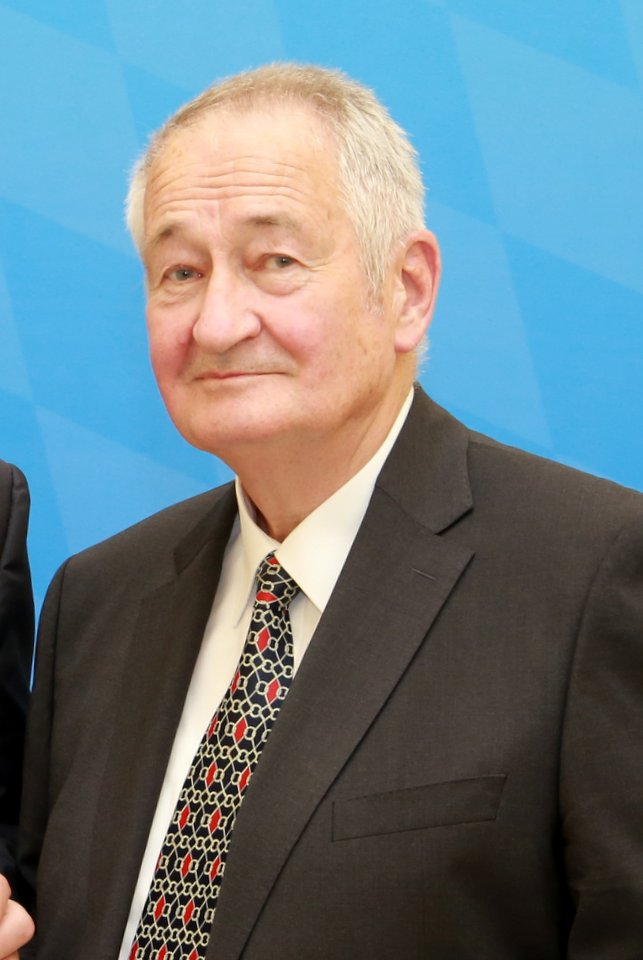
Roland Koller, 2017

Roland Koller (* 16. Februar 1942 in München; † 31. Januar 2025) war ein deutscher Jurist und Politiker (CSU).

## Werdegang
Der Sohn des Luftwaffen-Generals Karl Koller studierte Rechtswissenschaft und amtierte vom 1. Januar 1988 bis 31. Dezember 2002 als Polizeipräsident in München. Proteste gegen den G7-Gipfel in München 1992 führten zum sogenannten Münchener Kessel mit der umstrittenen Massenfestnahme von fast 500 Demonstranten. In die Kritik geriet Koller auch wegen polizeiinterner Vorfälle wie der Misshandlung von Wiesn-Besuchern durch Beamte oder des Selbstmords einer von Kollegen gemobbten 22-jährigen Polizistin. Auch das totale Demonstrationsverbot bei der Münchner Sicherheitskonferenz 2002 war umstritten. Von 2003 bis 2006 war Koller Staatssekretär des Niedersächsischen Ministeriums für Inneres und Sport unter Minister Uwe Schünemann (CDU).

## Ehrungen
- 2017 Bayerische Staatsmedaille Innere Sicherheit[4]